# 알레한드로 베도야
알레한드로 베도야(Alejandro Bedoya, 1987년 4월 29일, 뉴저지주 엥글우드 ~)는 미국의 축구 선수로, 현재 미국 클럽 필라델피아 유니언에서 공격형 미드필더나 윙어로 활약하고 있다. 보스턴 칼리지의 대학 축구팀에서 성공을 거둔 베도야는 유럽으로 건너가 스웨덴의 외레브로에서 활약하다가 스코틀랜드의 레인저스로 이적하였고, 이후 스웨덴의 헬싱보리로 유턴하였다.

## 출신 배경
베도야는 콜롬비아계로 뉴저지주 엥글우드 출신이며, 플로리다주 웨스턴에서 성장하였다. 그의 아버지인 아드리아노는 콜롬비아의 미요나리오스에서 축구 선수로 활약하였었고, 그의 조부인 파비오는 데포르테스 킨디오의 선수였다.

## 클럽 경력

### 외레브로
대부분의 대학교 4학년생은 MLS 슈퍼드래프트를 통해 클럽팀에 입단하나, 베도야는 해외 진출을 선택하였다. 2008년 말, 그는 알스벤스칸 클럽 외레브로와 계약을 체결하였고, 2009년 1월 7일에 공식으로 클럽에 입단하였다. 4월 6일, 그는 외레브로 소속으로 73분에 교체로 출전하여 데뷔하였다. 그는 할름스타드와의 스벤스카 쿠펜 경기에서 외레브로 1호골을 득점하였고, 이 골로 1-0 리드를 잡았다. 시즌 기간 동안, 베도야는 팀의 선발 라인업에 들기 위해 시도하였고, 외레브로의 4-3-3 포메이션에서 주전 중앙 미드필더를 맡게 되었다. 2011년 2월, 베도야는 잉글랜드 프리미어리그의 버밍엄 시티로에서 트라이얼을 보았으나, 계약하지는 않았다.

### 레인저스
2011년 7월 21일, 베도야는 고용 허가를 받는 전제하에 레인저스와의 합의를 마쳤고, 스웨덴 리그 시즌이 마감되는 대로 2012년 1월에 합류할 것으로 전망되었다. 그러나, 레인저스와 외레브로는 2011년 8월 17일에 비공개 이적료로 합의를 보아 즉시 레인저스로 합류하게 되었다.
베도야는 애버딘과의 경기에서 후반전에 교체 투입되며 스코틀랜드 프리미어리그 신고식을 치르었다. 그는 2012년 5월 2일, 5-0으로 이긴 던디 유나이티드전에서 레인저스 소속으로 첫 골을 득점하였고, 이 경기 승리로 글래스고 연고의 클럽은 2위를 확보하였다.

### 헬싱보리
레인저스가 파산관리에 들어가면서, 베도야는 스웨덴 리그 우승팀 헬싱보리와 2012년 8월 10일에 단기간 계약을 체결하였다. 2012년 8월 18일, 소속팀 데뷔전에서, 베도야는 오버헤드킥으로 1-2로 패한 엘프스보리전에서 첫 골을 기록하였다. 그는 셀틱과의 UEFA 챔피언스리그 플레이오프의 홈과 원정경기에서 모두 선발로 출전하였다; 스웨덴 챔피언은 합계 0-4로 패하며 탈락하였다. 헬싱보리는 이후 UEFA 유로파리그 2012-13 조별 리그에 참가하게 되었고, 베도야는 하노버 96전과 트벤터전에서 2골을 적립하였고, 팀은 3위로 조별 리그를 마쳤다. 베도야는 헬싱보리와의 계약이 만료됨에 따라 여러 클럽으로부터 제의를 받았으나, 그는 클럽에 최소한 6개월 더 잔류하기로 결정하였다.

### 낭트
2013년 8월 7일, 베도야는 리그 1에 새로 승격된 낭트와 계약하였다. 그는 8월 25일, 전 시즌 챔피언인 파리 생제르맹전에서 리그 1 첫 출전을 하였다. 베도야는 10월 19일, 1-0으로 이긴 아작시오전에서 낭트 1호골을 득점하였고, 그는 경기 종료 3분을 앞두고 결승골을 득점하며 클럽이 4연승 신기록을 세우게 하였다. 경기 후 미셸 데르 자카리안 소속팀 감독은 베도야의 지능적인 경기 스타일과 우수한 기술적 능력을 칭찬하였다. 12월 3일, 베도야는 강등권 발랑시엔과의 스타드 라 보주아르 낭트 홈경기에서 팀의 동점골이자, 시즌 2호골, 홈경기 첫골을 득점하였고, 팀은 2-1 신승을 거두었다. 베도야는 12월 6일에도 득점 행진을 계속하였는데, 낭트는 마르세유 원정에서 그의 골에 힘입어 1-0 승리를 거두었고, 그 여파로 낭트는 순위가 4위까지 오름과 동시에 상대팀 마르세유의 감독인 엘리 보프가 경질되었다.

## 국가대표팀 경력
그는 2008년 하계 올림픽에 참가할 미국 U-23 국가대표팀의 일원이었으나, 그는 나중에 중화인민공화국으로 가게 될 최종 스쿼드에서 제외되었다.
2009년 12월 22일, 베도야는 처음으로 미국 국가대표팀의 부름을 받아 훈련에 참가하였다. 베도야와 팀 동료의 캘리포니아주 카슨에서 훈련은 2010년 1월 4일에 시작되었고, 이후 카슨에서 1월 23일에 온두라스와 친선경기를 치르었다. 경기 61분에 미국이 0-3으로 뒤쳐져 있고 10명으로 뛰고 있었을 때, 베도야는 처음으로 성인 국가대표팀 경기에 출장하였다. 베도야는 2010년 FIFA 월드컵에 참가하게 될 예비 30인 엔트리에 참가하게 되었고, 체코와의 연습 친선경기에 참가하였으나, 최종 23인 엔트리에서 제외되었다. 그는 2010년 8월, 브라질과의 친선전에서 처음으로 국제경기에 선발 출전하였다. 그는 베니 페일하버가 소속팀 메이저 리그 사커의 뉴잉글랜드 레볼루션 경기에서의 부상으로 낙마함에 따라 2011년 CONCACAF 골드컵에 참가할 최종 23인 엔트리에 간신히 승선할 수 있었다.
2013년 7월 5일, 베도야는 캘리포니아주 샌디에이고의 퀄컴 스타디움에서 열린 과테말라와긔 친선경기에서 첫 국가대표팀 경기 득점을 올렸다. 베도야는 2013년 CONCACAF 골드컵의 선수 명단에 포함되었고, 팀이 6년만에 골드컵 정상을 탈환하는데 힘을 보탰다.

### 국가대표팀 득점 기록
| #   | 날짜           | 경기장                          | 상대     | 점수 | 결과 | 대회      |
| --- | -------------- | ------------------------------- | -------- | ---- | ---- | --------- |
| 01. | 2013년 7월 5일 | 퀄컴 스타디움, 샌디에이고, 미국 | 과테말라 | 6–0  | 6–0  | 친선경기  |
| 02. | 2014년 9월 3일 | 스타디온 레트나, 프라하, 체코   | 체코     | 1–0  | 1–0  | 친선 경기 |

## 경력 통계

### 클럽
2016년 5월 15일 기준
| 클럽       | 클럽       | 클럽                    | 리그 | 리그 | 컵             | 컵             | 리그컵          | 리그컵          | 대륙 | 대륙 | 합계 | 합계 |
| 시즌       | 클럽       | 리그                    | 출장 | 골   | 출장           | 골             | 출장            | 골              | 출장 | 골   | 출장 | 골   |
| 스웨덴     | 스웨덴     | 스웨덴                  | 리그 | 리그 | 스벤스카 쿠펜  | 스벤스카 쿠펜  | 리그컵          | 리그컵          | 유럽 | 유럽 | 합계 | 합계 |
| ---------- | ---------- | ----------------------- | ---- | ---- | -------------- | -------------- | --------------- | --------------- | ---- | ---- | ---- | ---- |
| 2009       | 외레브로   | 알스벤스칸              | 25   | 2    | 3              | 1              | 0               | 0               | 0    | 0    | 28   | 3    |
| 2010       | 외레브로   | 알스벤스칸              | 26   | 2    | 2              | 0              | 0               | 0               | 0    | 0    | 28   | 2    |
| 2011       | 외레브로   | 알스벤스칸              | 14   | 4    | 2              | 0              | 0               | 0               | 0    | 0    | 16   | 4    |
| 스코틀랜드 | 스코틀랜드 | 스코틀랜드              | 리그 | 리그 | 스코틀랜드 컵  | 스코틀랜드 컵  | 리그컵          | 리그컵          | 유럽 | 유럽 | 합계 | 합계 |
| 2011–12    | 레인저스   | 스코틀랜드 프리미어리그 | 12   | 1    | 0              | 0              | 1               | 0               | 0    | 0    | 13   | 1    |
| 스웨덴     | 스웨덴     | 스웨덴                  | 리그 | 리그 | 스벤스카 쿠펜  | 스벤스카 쿠펜  | 리그컵          | 리그컵          | 유럽 | 유럽 | 합계 | 합계 |
| 2012       | 헬싱보리   | 알스벤스칸              | 9    | 1    | 0              | 0              | 0               | 0               | 8    | 2    | 17   | 3    |
| 2013       | 헬싱보리   | 알스벤스칸              | 12   | 5    | 3              | 2              | 0               | 0               | 0    | 0    | 15   | 7    |
| 프랑스     | 프랑스     | 프랑스                  | 리그 | 리그 | 쿠프 드 프랑스 | 쿠프 드 프랑스 | 쿠프 드 라 리그 | 쿠프 드 라 리그 | 유럽 | 유럽 | 합계 | 합계 |
| 2013–14    | 낭트       | 리그 1                  | 31   | 5    | 0              | 0              | 1               | 1               | 0    | 0    | 32   | 6    |
| 2014–15    | 낭트       | 리그 1                  | 28   | 3    | 3              | 0              | 2               | 0               | 0    | 0    | 33   | 3    |
| 2015–16    | 낭트       | 리그 1                  | 28   | 3    | 3              | 2              | 0               | 0               | 0    | 0    | 31   | 5    |
| 합계       | 스웨덴     | 스웨덴                  | 86   | 14   | 10             | 3              | 0               | 0               | 8    | 2    | 105  | 19   |
| 합계       | 스코틀랜드 | 스코틀랜드              | 12   | 1    | 0              | 0              | 1               | 0               | 0    | 0    | 13   | 1    |
| 합계       | 프랑스     | 프랑스                  | 87   | 11   | 6              | 2              | 3               | 1               | 0    | 0    | 95   | 14   |
| 경력 합계  | 경력 합계  | 경력 합계               | 185  | 26   | 16             | 5              | 4               | 1               | 8    | 2    | 213  | 34   |

### 국가대표팀
2016년 5월 29일
| 국가대표팀 | 연도 | 출장 | 골 |
| ---------- | ---- | ---- | -- |
| 미국       |      |      |    |
| 2010       | 6    | 0    |    |
| 2011       | 7    | 0    |    |
| 2013       | 12   | 1    |    |
| 2014       | 12   | 1    |    |
| 2015       | 7    | 0    |    |
| 2016       | 4    | 0    |    |
| 합계       | 합계 | 48   | 2  |

## 수상

### 미국
- CONCACAF 골드컵:
  - 우승: 2013
  - 준우승: 2011